# Guizhou Junchi International Circuit
Der Guizhou Junchi International Circuit ist eine permanente Motorsport-Rennstrecke bei Guiyang in der Provinz Guizhou in China. Sie liegt etwa 30 km südlich des Zentrums des Stadtbezirks Nanming und etwa einen Kilometer südwestlich der Stadt Qingyanshen.

## Geschichte
Der Baubeginn der Strecke war 2014. 2016 wurde die Strecke eröffnet.

## Streckenbeschreibung
Die im Uhrzeigersinn zu befahrende Strecke ist unter FIA-Grad 4 homologiert. Für Rundstreckenwettbewerbe gibt es lediglich eine Streckenvariante, obwohl die letzte Schikane vor Start-Ziel optional ausgelassen werden kann. 2 Kurzanbindungen erlauben zudem die Aufteilung der Strecke in eine westliche Rallycross-Variante und einen östlichen Trackday- und Übungskurs.

## Veranstaltungen
2016 und 2017 startete die chinesische Tourenwagenmeisterschaft auf dem Kurs. Seitdem finden keine professionellen Veranstaltungen mehr statt.